# Cainsville
Cainsville é uma cidade localizada no estado americano de Missouri, no Condado de Harrison.

## Demografia
Segundo o censo americano de 2000, a sua população era de 370 habitantes. 
Em 2006, foi estimada uma população de 374, um aumento de 4 (1.1%).

## Geografia
De acordo com o United States Census Bureau tem uma área de 
3,6 km², dos quais 3,6 km² cobertos por terra e 0,0 km² cobertos por água. Cainsville localiza-se a aproximadamente 263 m acima do nível do mar.

## Localidades na vizinhança
O diagrama seguinte representa as localidades num raio de 16 km ao redor de Cainsville. 